# Синий соловей
Синий соловей (лат. Larvivora cyane) — небольшая певчая перелётная птица из семейства мухоловковых.

## Описание
По весу (15 г.) заметно уступает обыкновенному соловью. От всех других видов соловьёв синий соловей отличается голубой окраской спинной стороны. Выражен половой диморфизм. Спина у взрослых самцов тёмно-синяя, маховые перья имеют бурую окраску с синим налётом, щёки и клюв чёрные, ноги бурые, через глаз проходит чёрная полоса. Брюшная сторона тела белая, бока серые. У взрослых самок спина имеет оливково-бурую окраску также с синеватым оттенком, брюхо — белое, надхвостье и хвост у них синие, а горло и зоб — охристые. Птенцы имеют черновато-бурую окраску с охристыми пестринами, брюшко у них белое. На вершинах больших верхних кроющих крыла имеется четко ограниченная рыжеватая каёмка. 
Песня синего соловья довольно проста, состоит из набора звучных свистов, с которыми перемежается грубоватый звук «чок-чок». 

## Распространение
Летом гнездится в глухой тайге по берегам ручьёв и рек в южных части Средней и Восточной Сибири и Дальнего Востока, в особенности в Приморье, встречается в лесах Северо-Восточного Китая и Кореи, Японии и Сахалина. Зиму проводит в Индокитае и Индонезии. 

## Размножение
В кладке насчитывается 4-6 яиц голубого цвета. Гнездо строит на земле в таёжном буреломе. Гнездовым паразитом вида является ширококрылая кукушка. 
Синий соловей легко адаптируется к домашнему содержанию.